# Ectropothecium anisophyllum
Ectropothecium anisophyllum är en bladmossart som beskrevs av Brotherus 1897. Ectropothecium anisophyllum ingår i släktet Ectropothecium och familjen Hypnaceae. Inga underarter finns listade i Catalogue of Life.